# 増田 (名取市)
増田（ますだ、英語: Masuda）は、宮城県名取市の多くの小字および増田一丁目から増田九丁目までを擁する町字かつ、名取市の地区名であり、大字増田は旧名取郡増田郷の一部、旧名取郡増田村の一部、旧名取郡増田村のち増田町の大字増田の一部に該当する。増田一丁目から増田九丁目にて住居表示を実施している。大字増田の郵便番号は981-1224。名取市ホームページによると、増田（町字）の2022年（令和4年）6月末時点での域内の人口は8,140人であり、世帯数は3,811人である。この項では、主に町字の増田について解説する。

## 地理
増田は、東部で杜せきのしたや下余田と、西部で手倉田や大手町と、南部で飯野坂と、北部で上余田と接し、旧名取川と旧阿武隈川の自然堤防上に立地している。名取駅を中心に栄えており、住宅街や商業施設が展開し、名取市の中心的地域としての役割を担っている。しかし、増田字大畔や増田字猫塚に該当する地域は田畑が多く、住宅街はあまり見られない。
江戸時代から、奥州街道の宿場町として発展していたこともあり、所々にその名残がある。

### 河川
- 増田川

### 小字
名取市例規「町及び字の名称」によると、2022年7月1日現在における増田の小字は以下の通りである。
- 北谷
- 柳田
- 関下
- 後島
- 猫塚
- 大畔
- 後島北
- 後島南
- 町西裏
- 北柳田
- 中柳田
- 丁地
- 前流
- 宮田

### 行政区
増田地区と増田西地区、館腰地区の三つの地区が大字増田を占めており、それぞれその下に数多の行政区を擁する。以下は2021年5月1日に施行された名取市行政区設置規則による行政区である。
| 地区       | 行政区         | 住所                                                                                         |
| ---------- | -------------- | -------------------------------------------------------------------------------------------- |
| 増田地区   | 本町一区       | 一丁目の一部、二丁目の一部、増田字柳田の一部、増田字町西裏の一部                             |
| 増田地区   | 本町二区       | 一丁目の一部、二丁目の一部、三丁目の一部、増田字柳田の一部                                   |
| 増田地区   | 北町一区       | 二丁目の一部、三丁目の一部                                                                   |
| 増田地区   | 北町二区       | 二丁目の一部、三丁目の一部、四丁目の一部、五丁目の一部                                       |
| 増田地区   | 北町三区       | 増田字北谷、増田字柳田の一部                                                                 |
| 増田地区   | 田高町東第一区 | 五丁目の一部                                                                                 |
| 増田地区   | 田高町東第二区 | 七丁目の一部、九丁目の一部                                                                   |
| 増田地区   | 田高町西第一区 | 四丁目の一部                                                                                 |
| 増田地区   | 田高町西第二区 | 六丁目、八丁目の一部                                                                         |
| 増田地区   | 田高第二区     | 七丁目の一部、八丁目の一部、九丁目の一部                                                     |
| 増田地区   | 上余田南区区   | 九丁目の一部                                                                                 |
| 増田地区   | 上余田中区     | 八丁目の一部                                                                                 |
| 増田地区   | 村区           | 増田字柳田の一部、増田字関下、増田字後島、増田字猫塚、増田字大畔、増田字後島南、増田字後島北 |
| 増田西地区 | 大手町一丁目区 | 増田字町西裏の一部                                                                           |
| 増田西地区 | 大手町二丁目区 | 増田字町西裏の一部                                                                           |
| 館腰       | 飯野坂北一区   | 増田字町西裏の一部                                                                           |

## 地価
2022年（令和4年）の公示地価によれば、下記の増田の宅地および宅地見込み地における地価は次の通りである。
都道府県地価調査
- 増田六丁目96番4（名取-12） : 97,500円/m2
- 増田二丁目368番（名取-5-1） : 91,800円/m2
- 増田七丁目328番1（名取-5-3） : 57,000円/m2

## 歴史
古くは増田は益田、まし田（ました）といった名称でも呼称され、当地の名（益田）が残っている最古の書物は1352年（観応3年）4月29日の名取熊野堂文書であるとされる。同状には
とあり、欠字部分は南方益と考えられている。これは熊野堂別当御房に益田宿に関所を設け、凶徒らの尋究など警護をするよう命じられており、増田一帯が北朝方の勢力下にあったとされる。さらに1386年（至徳3年）12月2日の相馬文書によると
とあり、増田郷が本郷（現在の大字増田と考えられる）と下郷（現在の大字下増田と考えられる）に分かれていたことを示す。
江戸時代になると、仙台藩が増田を支配し、増田は名取郡南方三十村の一村として含まれた。また、奥州街道の付替以後、宿駅（増田宿）が置かれ、正保郷帳による田畑の貫高はそれぞれ、田は194貫838文、畑は13貫124文、元禄郷帳による村高は1,494石余、天保郷帳による村高は1,713石余、封内風土記による戸数208であったとされる。駅の定員は、1864年（元治元年）の名取・柴田・刈田3郡18駅検断連署によると、馬15頭、人足15人、1855年（安政2年）からは馬25頭、人足25人となっている。道中往来歌には
とある。
1602年（慶長7年）になると、名取郡北方の長町とともに郡奉行の下に代官所が増田に置かれた。
近代になると、増田は戸数187、男573人、女1,165人、牡馬77頭、日本形船3隻、人力車32台、荷車3台であり、民業は農業が143、工業14、商業25であったとされる。
1876年（明治9年）に明治天皇が東北巡幸の際にこの地を訪れ、江戸時代終期から明治時代にかけて名取郡増田北町の肝入検断をつとめた菊池善蔵邸内の庭で休息をとっていた際、随行者の木戸孝允が庭にあった老松をみて、
と和歌を詠んだとされる。これにちなんで、その松は衣笠の松と命名された。

### 沿革
- 南北朝時代 - 名取郡に現在の増田地域の原形となる増田郷が成立する[11]。
- 観応年間 - 北朝側の勢力下となる[11]。
- 1602年（慶長7年） - 増田に郡奉行の下、代官所が置かれる[10]。
- 1613年（慶長18年） - 域内に駅が設置される[11]。
- 1650年（慶安3年） - 域内に町場ができる[11]。
- 1655年（承応4年） - 増田が宿駅に指定される[11]。
- 1869年（明治元年） - 陸奥国が分割されて、磐城国の所属となる[11]。
- 1871年（明治4年） - 仙台県の所属となる[11]。
- 1876年（明治9年） - 明治天皇が当地を訪れる[14]。
- 1880年（明治13年） - 増田郵便局が開局する[11]。
- 1888年（明治21年） - 日本鉄道増田駅が開設する[11]。
- 1889年（明治22年） - 増田村、田高村、上余田村、下余田村、手倉田村が合併し、町村制を施行。増田村の大字増田となる[11]。
- 1896年（明治29年） - 増田村が町制を施行し、増田村の大字増田は増田町の大字増田となる[11]。
- 1901年（明治34年） - 宮城県として、初の耕地整理の土木事業が実施された[15]。
- 1914年（大正3年） - 東北実業銀行増田支店が開店する[11]。
- 1926年（大正15年）
  - 東北実業銀行増田支店が七十七銀行増田支店となる[11]。
  - 増田駅〜閖上駅間に域内を横断するように増東軌道が開設[11]。
- 1955年（昭和30年） - 名取町の成立に伴い、名取町の大字増田となる[11]。
- 1958年（昭和33年） - 名取町が市制施行し、名取市が成立。名取市の大字増田となる[11]。
- 1975年（昭和50年） - 増田一丁目から増田九丁目にて住居表示を実施[5]。

## 名称の由来
増田の名は新田開発をこの地で行ったことに因むとされる。

## 施設

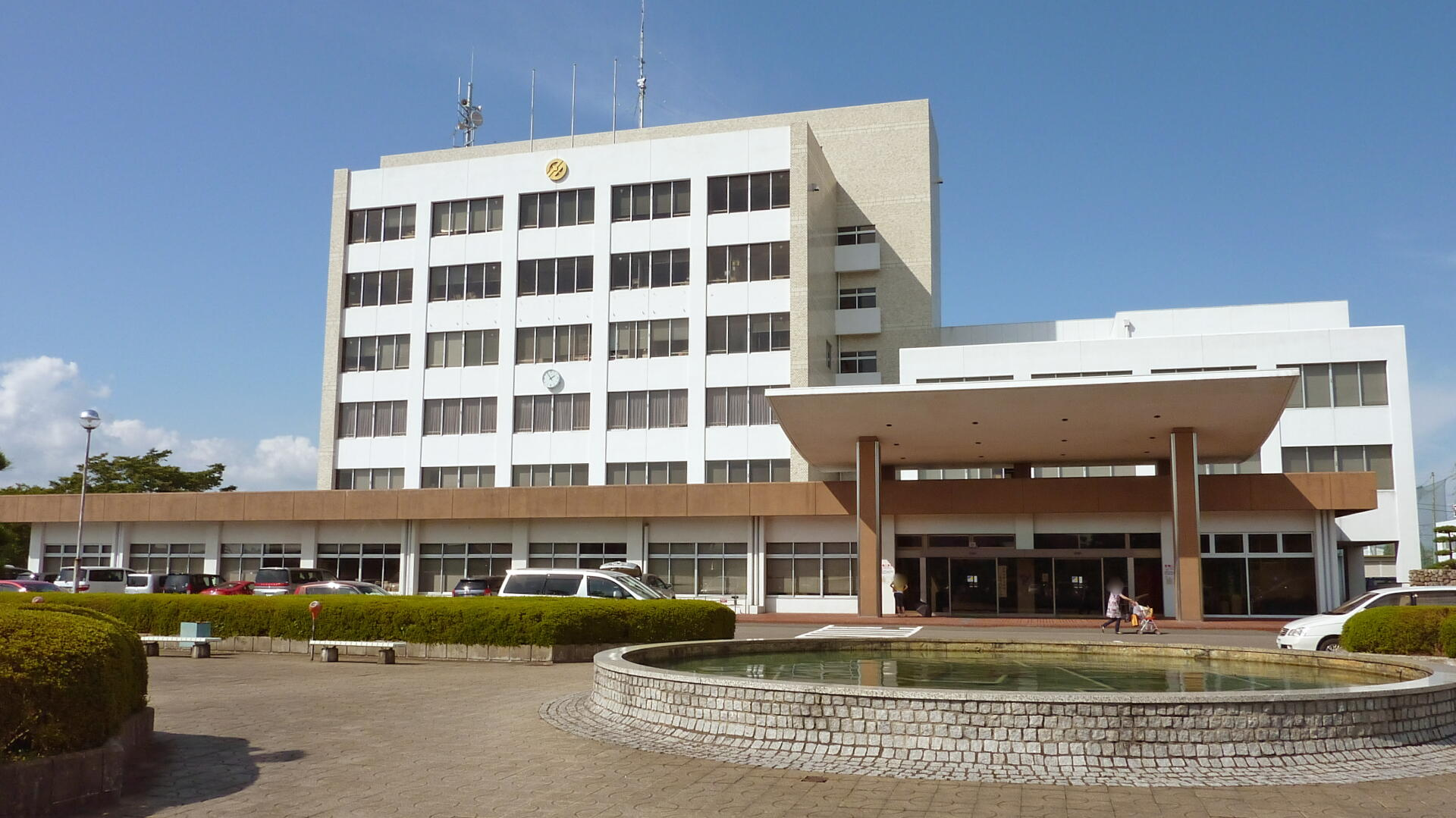
域内に所在する名取市役所。

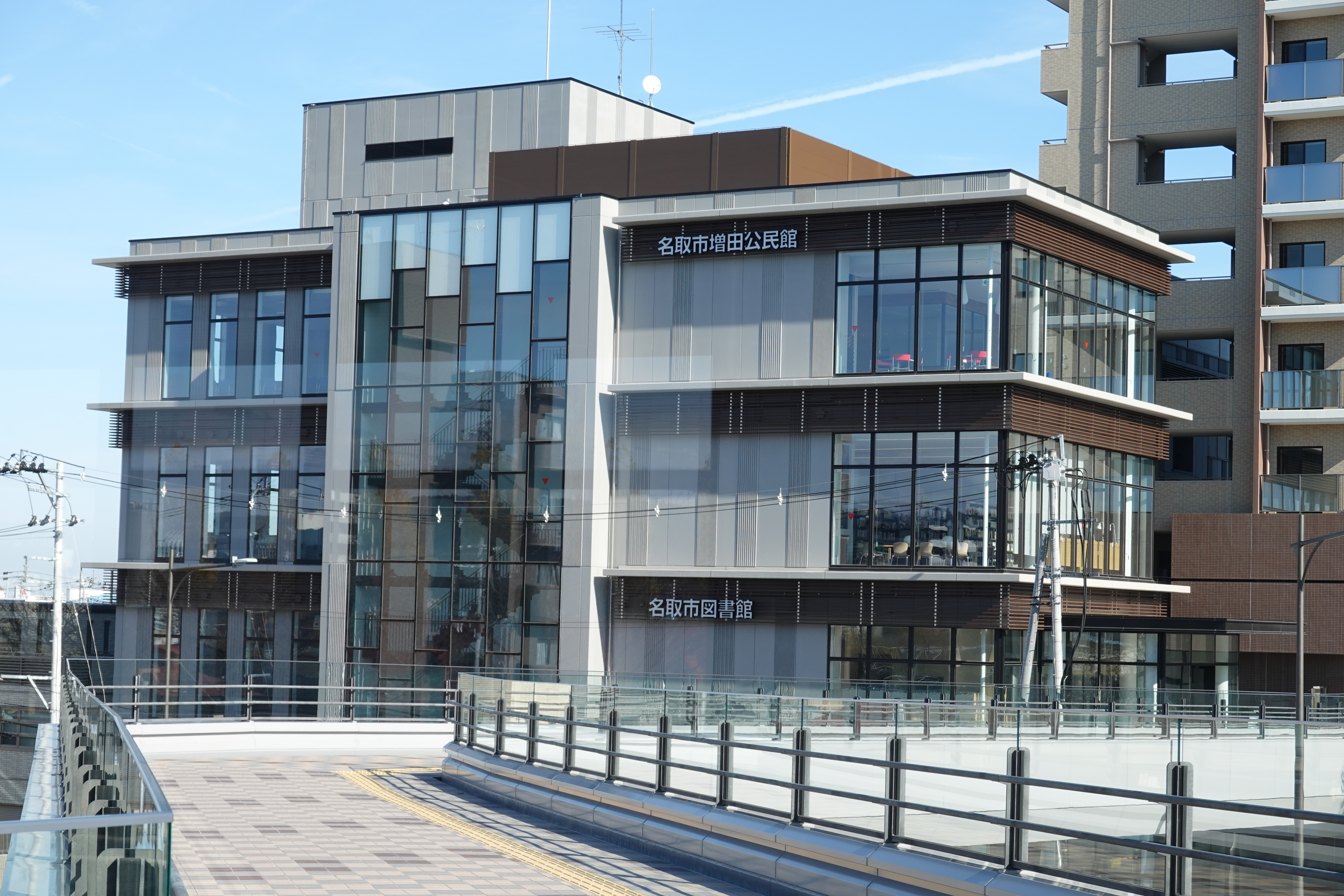
名取市図書館の外観。

- 名取岩沼農業協同組合本店（増田一丁目12-36）[18]
- 宅建センター（増田一丁目12-36）[18]
- 名取給油所（増田一丁目12-36）[18]
- 衣笠の松（増田二丁目2-1）[14]
- 七十七銀行増田支店（増田二丁目2-7）[19]
- 名取岩沼農業協同組合増田支店（増田二丁目6-34）[18]
- 名取市立増田小学校（増田三丁目9-2）[20]
- 名取市増田児童センター（増田三丁目9-56）[21]
- 名取市図書館（増田四丁目7-30）[22]
- 名取市増田公民館（増田四丁目7-30）[23]
- 名取増田郵便局（増田五丁目3-18）[24]
- 岩沼警察署増田交番（増田五丁目18-30）[25]
- 名取市消防本部（増田五丁目18-32）[26]
- 名取市役所（増田字柳田80）[27]
- 宮城県名取北高等学校（増田字柳田103）[28]
- 名取市立増田中学校（増田字柳田230）[29]
- 名取市民体育館（増田字柳田250）[30]
- 名取市文化会館（増田字柳田520）[31]
- 仙台法務局名取出張所（増田字柳田570-2）[32]

## 交通

### 鉄道

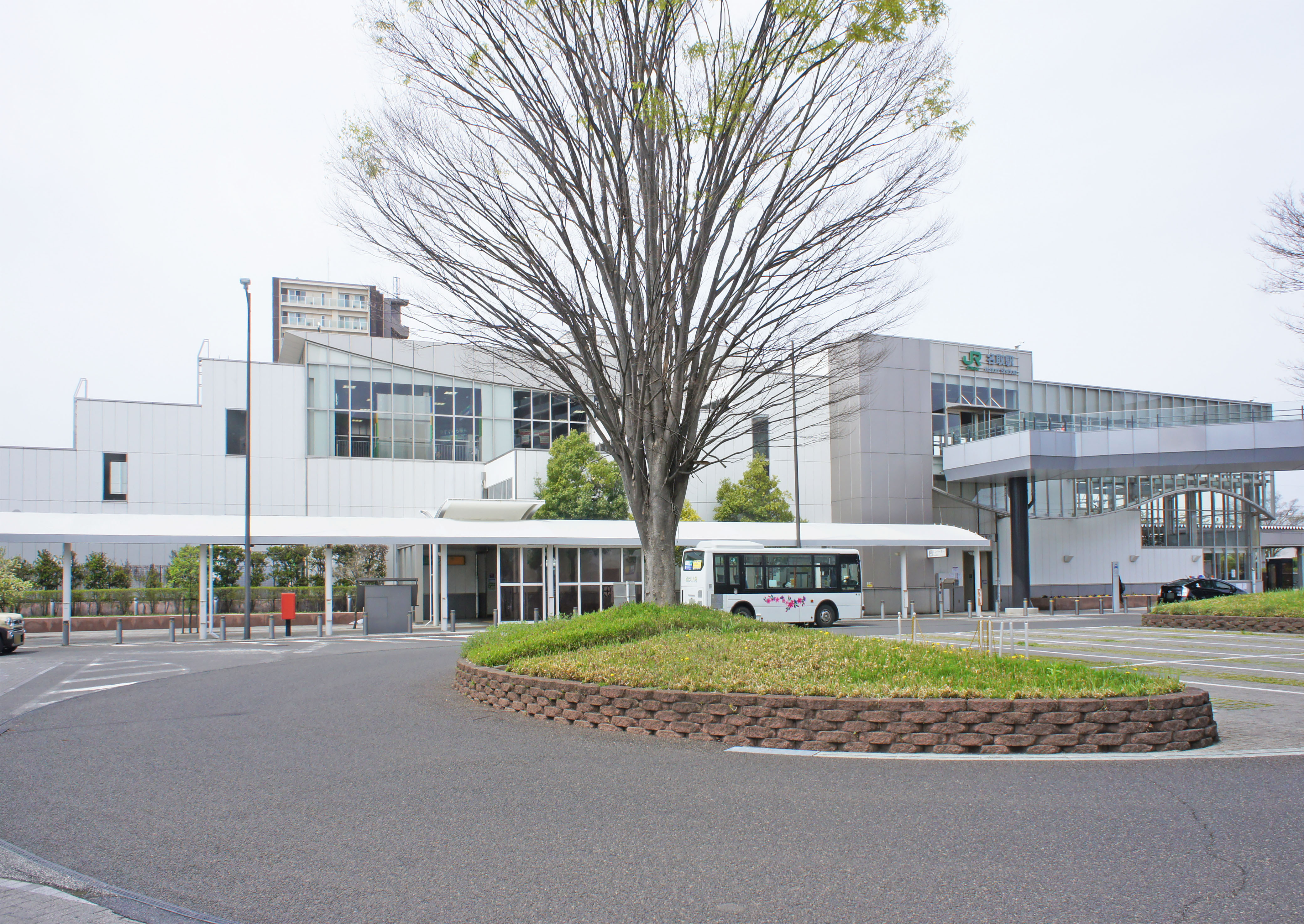
名取駅東口。

- 名取駅（JR東北本線、常磐線・仙台空港鉄道仙台空港線）

### 道路
高速自動車国道
- 仙台東部道路

一般国道
- 国道4号

主要地方道
- 宮城県道127号杉ヶ袋増田線
- 宮城県道128号名取停車場線
- 宮城県道129号閖上港線
- 宮城県道273号仙台名取線
- 宮城県道274号美田園増田線

### バス

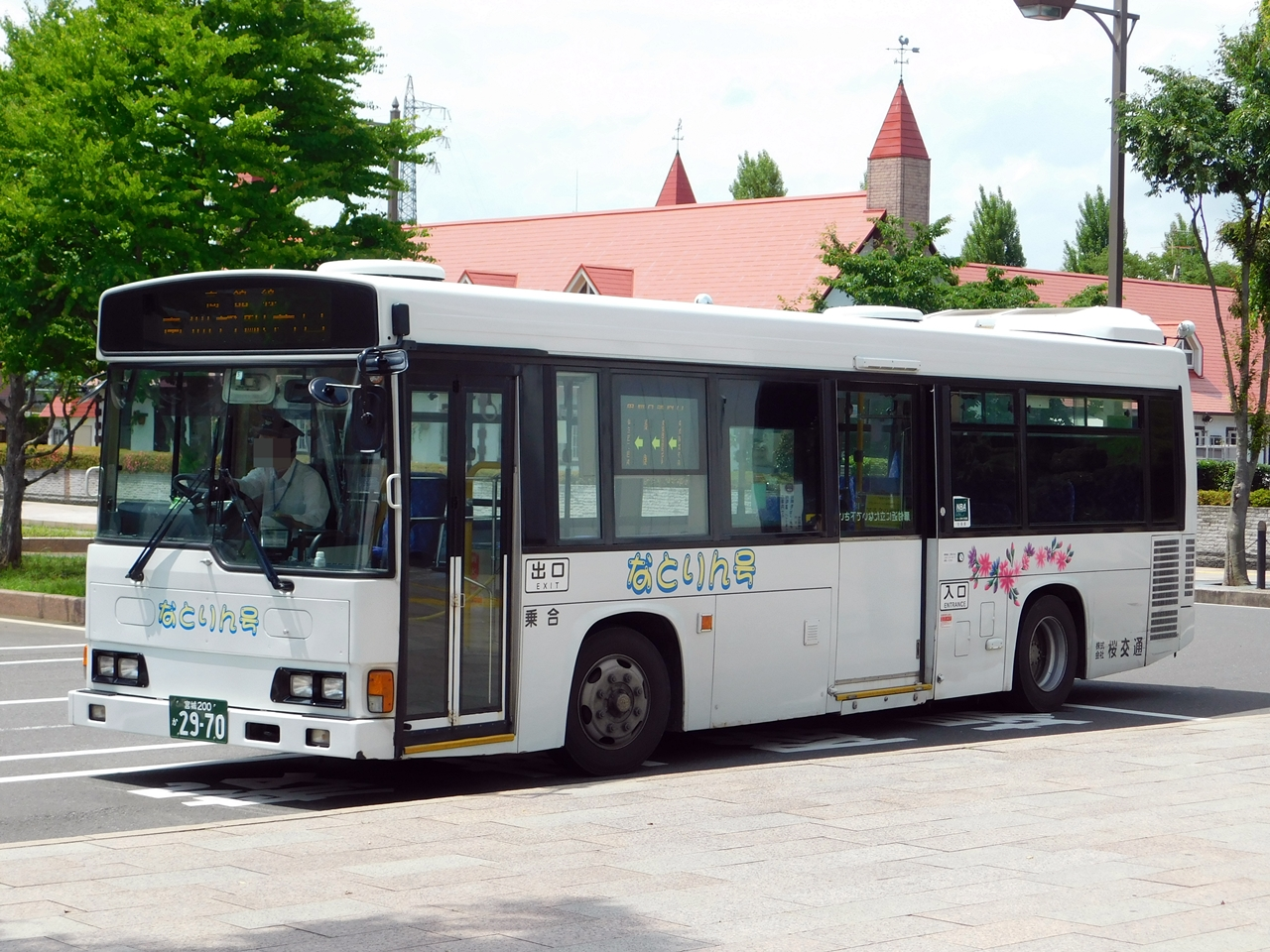
桜交通のなとりん号。

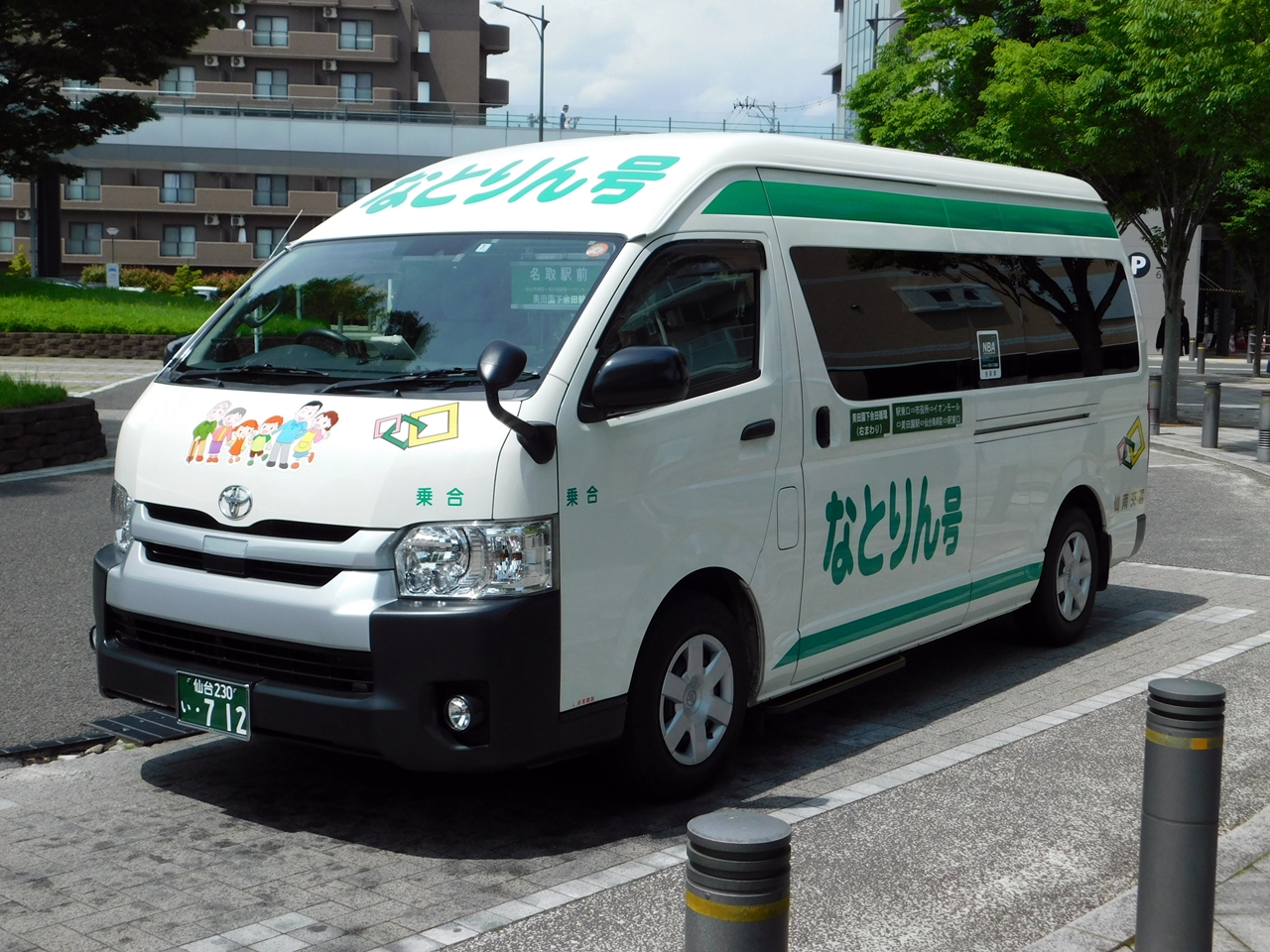
仙南交通のなとりん号。

- なとりん号
  - まちなか循環線[33]
  - 下増田線[33]
  - 館腰植松線[33]
  - 東部閖上循環線[33]
  - 美田園下余田線[33]
  - 閖上線[34]
- 青木バス
  - あおぞらライナー[34]

## 統計

### 人口
名取市によると2022年（令和4年）6月末時点での大字増田の人口および世帯数の統計は以下の通りである。
| 住所         | 世帯数    | 男      | 女      | 計      |
| ------------ | --------- | ------- | ------- | ------- |
| 増田一丁目   | 404世帯   | 446人   | 436人   | 882人   |
| 増田二丁目   | 582世帯   | 532人   | 573人   | 1,105人 |
| 増田三丁目   | 443世帯   | 463人   | 512人   | 975人   |
| 増田四丁目   | 582世帯   | 540人   | 600人   | 1,140人 |
| 増田五丁目   | 433世帯   | 418人   | 464人   | 882人   |
| 増田六丁目   | 409世帯   | 428人   | 431人   | 859人   |
| 増田七丁目   | 373世帯   | 418人   | 478人   | 896人   |
| 増田八丁目   | 137世帯   | 161人   | 189人   | 350人   |
| 増田九丁目   | 73世帯    | 77人    | 94人    | 171人   |
| 増田字北谷   | 114世帯   | 139人   | 135人   | 274人   |
| 増田字柳田   | 180世帯   | 197人   | 193人   | 390人   |
| 増田字関下   | 14世帯    | 20人    | 11人    | 31人    |
| 増田字後島   | 59世帯    | 85人    | 81人    | 166人   |
| 増田字猫塚   | 5世帯     | 4人     | 4人     | 8人     |
| 増田字大畔   | 0世帯     | 0人     | 0人     | 0人     |
| 増田字後島南 | 1世帯     | 2人     | 1人     | 3人     |
| 増田字後島北 | 2世帯     | 5人     | 3人     | 8人     |
| 増田字西裏   | 0世帯     | 0人     | 0人     | 0人     |
| 増田字東裏   | 0世帯     | 0人     | 0人     | 0人     |
| 合計         | 3,811世帯 | 3,955人 | 4,185人 | 8,140人 |

## 学区
名取市立学校の通学区域等に関する規則によると、公立小中学校の場合、域内の児童は名取市立増田小学校と名取市立増田中学校に進学する。

## 地区名としての増田
増田地区（ますだちく）は名取市の地区名であり、2021年（令和3年）7月末時点において、人口、世帯数共に名取市内で最も多い地区である。本町一区、本町二区、北町一区、北町二区、北町三区、田高町東第一区、田高町東第二区、田高町西第一区、田高町西第二区、田高第二区、上余田南区、上余田中区、上余田北区、下余田南区、下余田西区、下余田北区、村区、杜せきのした一丁目区、杜せきのした二丁目区、杜せきのした三丁目区、杜せきのした五丁目区の計21区の行政区からなっている。
行政区ごとの人口は以下のとおりである。
| 行政区         | 世帯数    | 男      | 女      | 計       |
| -------------- | --------- | ------- | ------- | -------- |
| 本町一区       | 507世帯   | 579人   | 545人   | 1,124人  |
| 本町二区       | 525世帯   | 492人   | 542人   | 1,034人  |
| 北町一区       | 226世帯   | 218人   | 244人   | 462人    |
| 北町二区       | 349世帯   | 323人   | 373人   | 696人    |
| 北町三区       | 117世帯   | 141人   | 137人   | 278人    |
| 田高町東第一区 | 404世帯   | 387人   | 427人   | 814人    |
| 田高町東第二区 | 341世帯   | 394人   | 448人   | 842人    |
| 田高町西第一区 | 470世帯   | 448人   | 493人   | 941人    |
| 田高町西第二区 | 428世帯   | 443人   | 448人   | 891人    |
| 田高第二区     | 340世帯   | 374人   | 431人   | 805人    |
| 上余田南区     | 334世帯   | 367人   | 378人   | 745人    |
| 上余田中区     | 749世帯   | 906人   | 907人   | 1,813人  |
| 上余田北区     | 294世帯   | 347人   | 379人   | 726人    |
| 下余田南       | 220世帯   | 213人   | 268人   | 481人    |
| 下余田西区     | 214世帯   | 276人   | 294人   | 570人    |
| 下余田北区     | 68世帯    | 94人    | 94人    | 188人    |
| 村区           | 217世帯   | 263人   | 254人   | 517人    |
| 合計           | 5,803世帯 | 6,265人 | 6,662人 | 12,927人 |